# 古胞藻属
古胞藻属（学名：Archaeomonas）是古胞藻科的一属。

## 下属物种
本属包括以下物种：
- Archaeomonas formosa
- Archaeomonas mirabilis